# مطار الأغواط
مطار الأغواط - مولاي أحمد مدغري (إياتا: LOO، إيكاو: DAUL) هو مطار وطني يخدم الأغواط في الجزائر. يقع على بعد 10.3 كم جنوب شرق مدينة الأغواط. تسيره مؤسسة تسيير مصالح مطارات الجزائر.

## تاريخ
بُني مطار الأغواط خلال الفترة الاستعمارية. وعندما نالت البلاد استقلالها، ظل يخدم مطار الجزائر العاصمة ونقل الحجاج إلى السعودية، ثم تحول إلى مطار عسكري إلى غاية 2003 أين أصبح مطارا مختلطًا (مدني وعسكري).
وفي عام 2003 ، فُتح المطار أمام الطيران المدني، وكانت الخطوط الجوية الخليفة ثم الخطوط الجوية الجزائرية تستخدمه. وكانت أول رحلة من هذا المطار في 22 يناير 2003، والتي تزامنت مع أول تنقل للحجاج في المنطقة.
في 2014 أغلق المطار من أجل الصيانة.
أعيد افتتاح المطار في 16 يونيو 2015 بعد عام ونصف من الأشغال بكلفة 230 مليون دينار. واليوم، يخدم مطار الأغواط الخطوط الجوية الجزائرية وطيران الطاسيلي.

## البنى التحتية

### المدارج
لدى مطار الأغواط مدرجين من الخرسانة الإسفلتية: 16L/34R، 16R/34L.

### المحطة
تضم محطة مطار الأغواط مكاتب لعناصر شرطة الحدود والجمارك والخطوط الجوية الجزائرية والمكتب الوطني للمطارات و كافتيريا وغرفة للصلاة. تبلغ سعة ساحة انتظار المطار 120 مركبة.

## شركات الطيران
| شركات الطيران           | الوجهات |
| ----------------------- | ------- |
| الخطوط الجوية الجزائرية | الجزائر |